# M90 (galaxie)
Pour les articles homonymes, voir M90.
M90 (NGC 4569) est une galaxie spirale intermédiaire située dans la constellation de la Vierge. Elle a été découverte par l'astronome français Charles Messier en 1781 dans la même nuit que M88.

## Préambule
NGC 4569 a été utilisée par Gérard de Vaucouleurs comme une galaxie de type morphologique SAB(rs:)ab pec dans son atlas des galaxies,.
La classe de luminosité de M90 est I-II et elle présente une large raie HI.C'est aussi une galaxie LINER, c'est-à-dire une galaxie dont le noyau présente un spectre d'émission caractérisé par de larges raies d'atomes faiblement ionisés. De plus, c'est une galaxie active de type Seyfert.
La luminosité de la galaxie M90 (NGC 4569) dans l'infrarouge lointain (de 40 à 400 µm)  est égale à 7,41 × 109 {\displaystyle L_{\odot }} (109,87{\displaystyle L_{\odot }}) et sa luminosité totale dans l'infrarouge (de 8 à 1 000 µm) est de 1,05 × 1010 {\displaystyle L_{\odot }} (1010,02{\displaystyle L_{\odot }}).
La petite galaxie située au nord de M90 est IC 3583. Elle est à une distance de la Voie lactée semblable à celle de M90. Selon Vaucouleur et Harold Corwin, M90 et IC 3583 forment une paire de galaxies.
M90 (NGC 4569) faisait partie des galaxies étudiées lors du relevé de l'hydrogène neutre de l'amas de la Vierge par le Very Large Array. Les résultats de cette étude sont sur cette page du site du VLA.

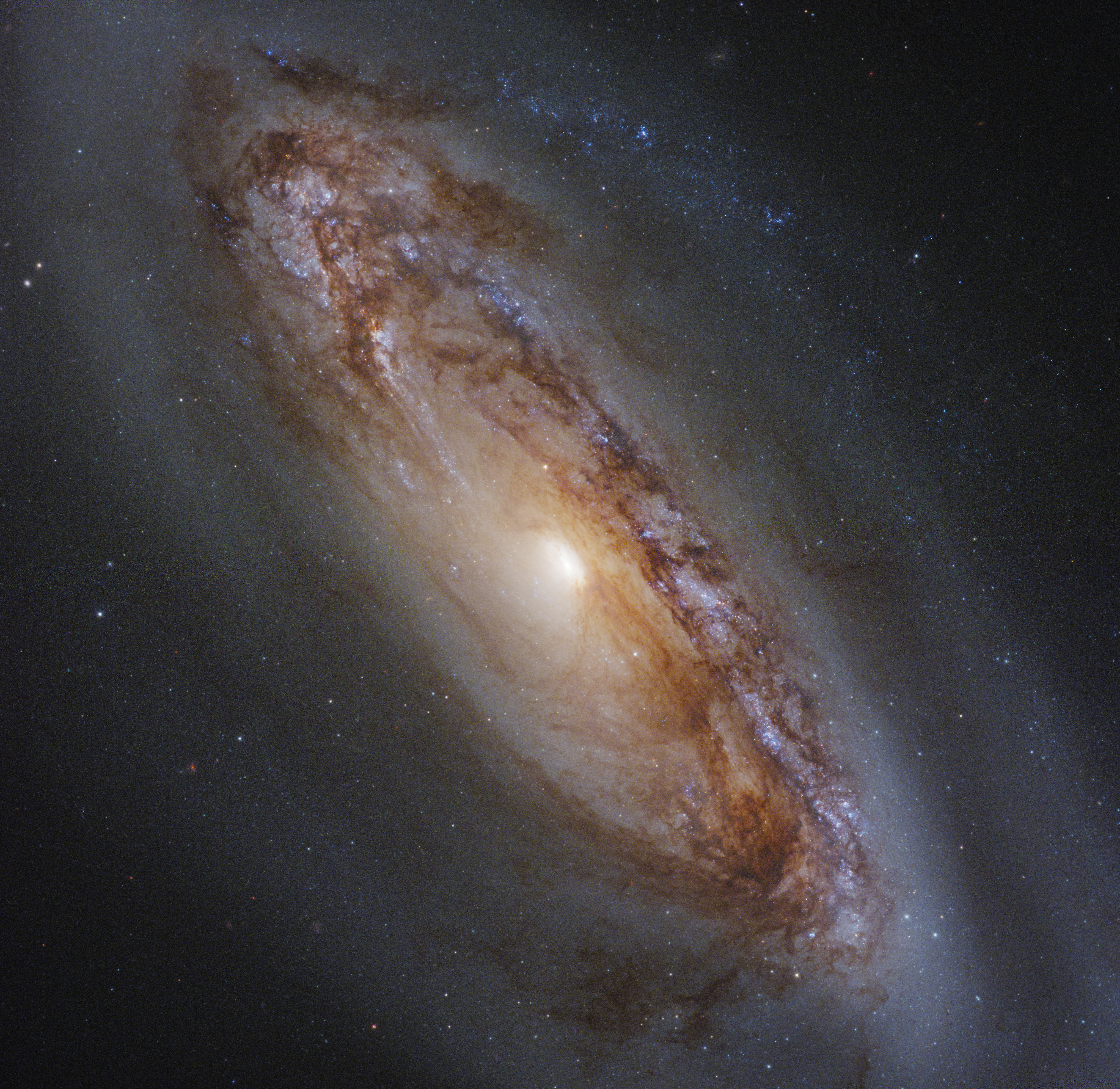
M90 par le télescope spatial Hubble.
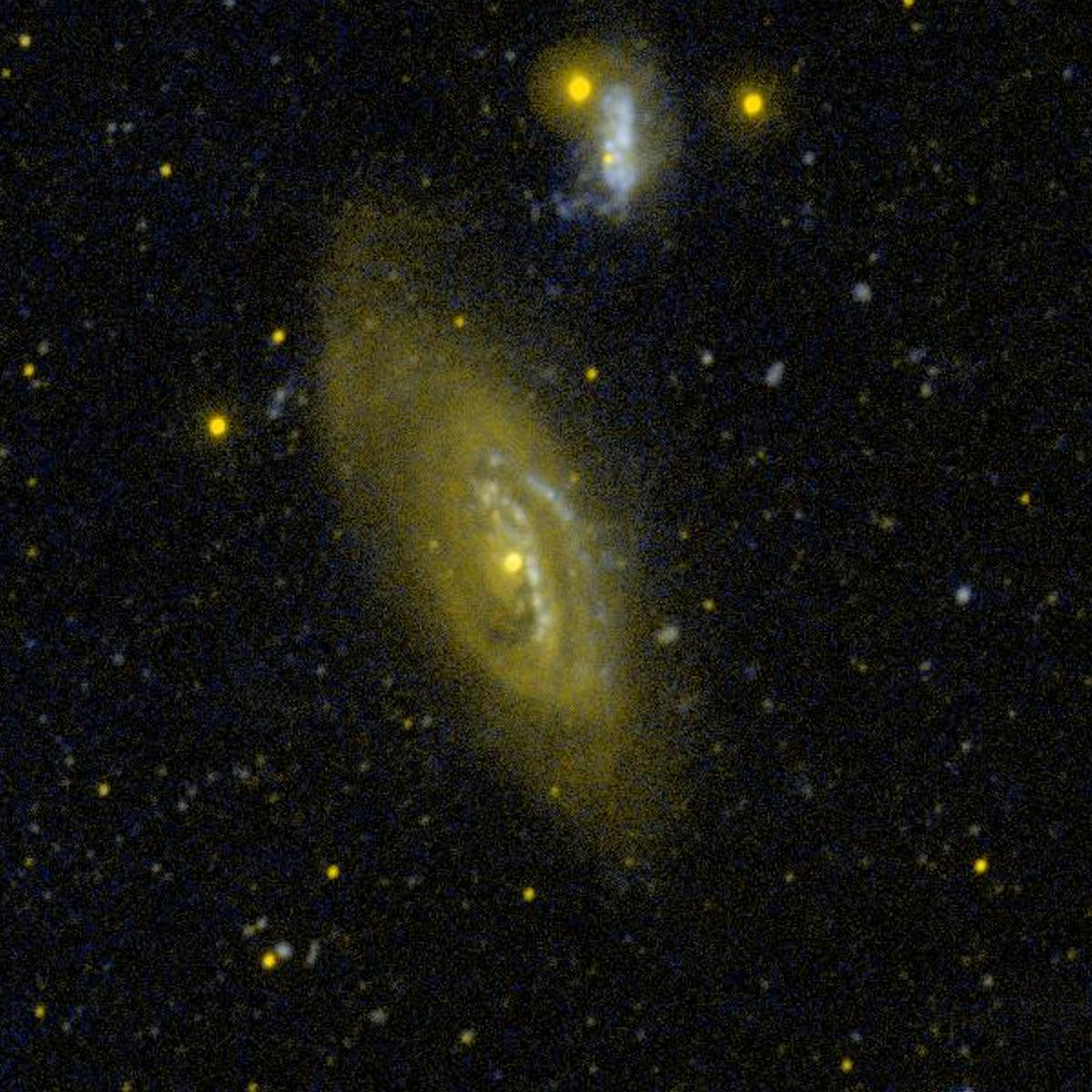
M90 en ultraviolet par GALEX.

## Distance et mouvement de M90
Comme M88 située à proximité, cette galaxie présente un décalage vers le bleu et elle se dirige donc vers la Voie lactée. On ne peut pas utiliser la loi de Hubble-Lemaître pour calculer sa distance. À ce jour, 14 mesures non basées sur le décalage vers le rouge (redshift) ont cependant été réalisées. Ces mesures donnent une distance moyenne de 12,229 ± 3,161 Mpc (∼39,9 millions d'al).
Puisque M90 s'approche de la Voie lactée à une vitesse de 235 km/s, elle se déplace à une vitesse très élevée au sein de l'amas de la Vierge, une vitesse estimée à 1 500 km/s. Certains évoquent même la possibilité qu'elle échappe à la gravité de l'amas,.

## Formation d'étoiles
En raison de sa grande vitesse dans le milieu intergalactique, M90 subit une pression dynamique et elle a perdu une partie importante de son milieu interstellaire. Cette perte a considérablement réduit le taux de formation d'étoiles par rapport à des galaxies spirales similaires qui ne sont pas dans l'amas de la Vierge. Il existe même des régions HII en dehors du plan galactique ainsi que de longues queues de gaz ionisé d'environ 260 000 années-lumière.
Présentant un taux de formation d'étoiles peu élevé, les bras de M90 sont lisses, sans régions distinctives et ils présentent peu de contraste avec le reste du disque. Ces caractéristiques qui lui ont valu le titre de galaxie anémique. Cependant, la formation d'étoiles dans le centre de M90 semble importante. Environ 50 000 étoiles de type spectral O et B se sont formées il y a de 5 à 6 millions d'années. Ces étoiles sont entourées d'une grande quantité de étoiles supergéantes de type A nées d'un autre sursaut de formation il y a 15 à 30 millions d'années.
De multiples supernovas dans le noyau de M90 (jusqu'à 10 000) ont produit des super vents qui soufflent dans le milieu interstellaire de la galaxie vers l'extérieur dans le milieu intergalactique de l'amas de la Vierge. Ces vents sont collimatés en deux jets. L'un est perturbé par l'interaction avec le milieu intergalactique de l'amas alors que l'autre le traverse.

## Groupe de M86
Selon Abraham Mahtessian, M90 (NGC 4569) fait partie d'un groupe de galaxies qui compte 22 membres, le groupe de M86 (NGC 4406) (M86 est la plus brillante de ce groupe). Les autres galaxies de la liste de Mahtessian sont M98 (NGC 4192), NGC 4208 (NGC 4212 dans l'article), NGC 4216, NGC 4396, M86 (NGC 4406), NGC 4413, NGC 4419, NGC 4438, NGC 4531, NGC 4550, M89 (NGC 4552), IC 3094 (appartenance incertaine), IC 3258 et IC 3476.
La liste de Mahtessian renferme quelques erreurs. Par exemple, la galaxie NGC 4438 forme une paire avec la galaxie NGC 4435 et elle devrait logiquement appartenir au groupe de M60 décrit par Mahtessian et au groupe de M49 décrit par A.M. Garcia. Autre exemple, l'omission de la galaxie IC 3583 qui forme une paire avec M90.
De plus, la liste de Mahtessian renferme d'autres erreurs évidentes. On y retrouve par exemple la galaxie NGC 598 qui est en réalité la galaxie du Triangle (M33) et qui fait partie du Groupe local, de même que la galaxie NGC 784 qui appartient au groupe de NGC 672 et qui est au moins trois fois plus rapprochée de la Voie lactée que les autres galaxies du groupe de M86. De plus, trois des galaxies (1110+2225, 1228+1233 et 1508+3723) mentionnées dans l'article sont introuvables dans les bases de données. La notation employée par Mahtessian est un abrégé de la notation du Catalogue of Galaxies and of Clusters of Galaxies CGCG et la correspondance avec d'autres désignations ne figure malheureusement pas dans l'article. Ainsi, les galaxies 0101+1625 et 1005+1233 sont en réalité CGCG 0101.7+1625 (UGC 685) et CGCG 1005.8+1233 (Leo I ou UGC 5470). Leo I fait partie du Groupe local et UGC 685 est à environ 15 millions d'années-lumière de nous en bordure du groupe local. Ces deux galaxies n'appartiennent manifestement pas au groupe de M86.
Certaines de ces galaxies s'approchent de la Voie lactée ou leur vitesse radiale est trop faible pour que l'on puisse calculer leur distance à partir de la loi de Hubble-Lemaître. Heureusement, plusieurs mesures (sauf pour IC 3094 et NGC 4431) ont été réalisées selon des méthodes indépendantes du décalage vers le rouge. La distance moyenne des galaxies du groupe avec suffisamment de mesure non basées sur le décalage est de 14,9 Mpc.